# Нью-Алм (город, Миннесота)
Нью-Алм (англ. New Ulm) — город в округе Браун, штат Миннесота, США. На площади 23,3 км² (22,7 км² — суша, 0,5 км² — вода), согласно переписи 2002 года, проживают 13 594 человека. Плотность населения составляет 597,8 чел./км².
- Телефонный код города — 507
- Почтовый индекс — 56073
- FIPS-код города — 27-46042[1]
- GNIS-идентификатор — 0648523[2]

По сюжету в городе происходит действие романтической комедии «Замёрзшая из Майами» (2009).